# Penthe sumatrensis
Penthe sumatrensis is een keversoort uit de familie winterkevers (Tetratomidae). De wetenschappelijke naam van de soort werd in 1896 gepubliceerd door Léon Marc Herminie Fairmaire.